# Новая Белоярка
Новая Белоярка — деревня в Катайском районе Курганской области. Входит в состав Верхнетеченского сельсовета.

## История
До 1917 года в составе Теченско-Русской волости Шадринского уезда Пермской губернии. По данным на 1926 год состояла из 314 хозяйств. В административном отношении являлась центром Белоярского сельсовета Верхтеченского района Шадринского округа Уральской области.

## Население
| 1989 | 2002 | 2010 |
| ---- | ---- | ---- |
| 92   | ↘62  | ↘12  |

По данным переписи 1926 года в деревне проживало 1527 человек (712 мужчин и 815 женщин), в том числе: русские составляли 100 % населения.